# Anchva
Anchva nebo Anuchva (abchazsky Анхәа, gruzínsky ანუხვა – Anuchva) je vesnice v Abcházii v okrese Gudauta. Leží přibližně 20 km východně od okresního města Gudauty v kopcích kolem Nového Athosu. Obec sousedí na západě s Aacy a Mcarou, na jihovýchodě s Psyrdzchou a na jihu s městem Nový Athos. Poblíž Anchvy pramení potoky Mysra a Psyrdzcha. jež protékají obcí a vlévají se do Černého moře.

## Vesnický okrsek Anchva
Anchva je vesnické správní centrum s oficiálním názvem Vesnický okrsek Anchva (rusky Анухвинская сельская администрация, abchazsky Анхәа ақыҭа ахадара). Za časů Sovětského svazu se okrsek jmenoval Anuchvský selsovět (Анухвский сельсовет). Součástí vesnického okrsku Anchva jsou následující části:
- Anchva (Анхәа)

Vesnický okrsek Anchva

- Abaachuda (Абаахәда / Қәчықә Стампул) – gruz. აბაახუდა
- Agca (Агҵа)
- Adzchapš / Arménská Anchva (Аӡхаԥш / Анхәа-ерманқәа) – gruz. Anuchva Armianskoe (ანუხვა არმიანსკოე)
- Akalamra / Galamut (Акаламра / Галамуҭ)
- Akvača (Ақәача) – gruz. აქვაჩა
- Akvi (Ақәи / Ақәҩы) – gruz. Akui (აქუი)
- Audzcha (Ауӡха) – gruz. აუძხა
- Adžmatvara (Аџьматәара) – gruz. აჯმატვარა
- Bžylvja / Vesjolovka (Бжьылҩа / Весёловка) – gruz. Vesiolovka (ვესიოლოვკა)
- Lašpsard (Лашԥсард) – gruz. Lašpsardi (ლაშფსარდი)

## Dějiny
Anchva je jedním z center křesťanství v Abcházii. Dochoval se zde do současnosti chrám Svatého Jiří, jehož výstavba proběhla dle odhadů v 11. století a každoročně se zde koná tradiční svatojiřská pouť pro místní obyvatele i z přilehlého okolí. V katastru vesnického okrsku Anchva se nacházejí i některé pozemky, jež jsou součástí novoathoského kláštera a mnoho dalších náboženských objektů, například skit Jana Křtitele.
Ve druhé polovině 19. století byla obec zasažena mahadžirstvem podobně jako ostatní vsi v okolí, avšak v Anchvě daleko více než jinde. Celá zdejší abchazská populace byla nucena se vystěhovat do Osmanské říše a území obce bylo několik let zcela liduprázdné. Během 80. let 19. století se v opuštěné obci usadily arménské rolnické rodiny z Turecka a do konce 19. století se povedlo některým vyhnaným Abchazům vrátit se zpátky do svých domovů v Anchvě. Části navrátivších gumských Abchazů pocházejících původně z okolí Suchumi nebylo carskými úřady dovoleno usídlit se ve svých domovech ve střední Abcházii, a tak se místo toho usadili právě v Anchvě.
Obyvatelstvo tedy bylo na začátku 20. století z poloviny arménské a z poloviny abchazské, o celkovém počtu více než 2 tisíc. Po nastolení sovětské moci byla Anchva rozdělena na dva selsověty: Abchazská Anuchva a Arménská Anuchva, avšak oba byly do poloviny 20. století opět sjednoceny v jediný selsovět. Počet obyvatel ale od 20. let vytrvale klesal. S koncem 80. let byly zdejší církevní památky předmětem archeologického výzkumu a odborné restaurace. Avšak ta nebyla vinou války v letech 1992 až 1993 dokončena a utrpěly kvůli válečným událostem škody.

## Obyvatelstvo
Dle nejnovějšího sčítání lidu z roku 2011 je počet obyvatel vesnického okrsku 393 a jejich složení je následovné:
- 258 Abchazů (65,6 %)
- 93 Arménů (23,7 %)
- 38 Rusů (9,7 %)
- 4 příslušníci ostatních národností (1,0 %)

V roce 1989, před válkou v Abcházii, žilo v Anuchvě 86 obyvatel a v celém Anuchvském selsovětu 834 obyvatel.
V roce 1959 žilo v tomto selsovětu 1699 obyvatel.